# Metalaksil
Metalaxyl je acilalaninski fungicid s sistemičnim delovanjem. Njegovo kemično ime je metil N - N - DL-alaninat. Uporablja se za zatiranje in preventivno delovanje proti glivam iz razreda Oomycetes. Metalaksil-M ali Ridomil Gold sta tržni imeni za optično čisti (-) / D / R aktivni stereoizomer, poznan tudi pod imenom Mefenoksam.